# 王秋荣
王秋荣（1962年10月8日—），男，江苏苏州人，中国政治人物。曾任中华全国铁路总工会主席。

## 生平
1983年毕业于西南交通大学铁道运输专业。1991年入读同济大学硕士研究生。曾任福州铁路分局来舟站站长，福州铁路分局总工程师。2006年3月，任南昌铁路局副局长。2010年，升任党委书记。2012年，当选中共十八大代表。2015年，因长期占用单位周转房被给予党内警告处分。2016年，任中国铁路总公司党组统战工作办公室主任、宣传部部长。
2017年11月，任中国铁路济南局集团有限公司法定代表人、董事长。2019年底，任中华全国铁路总工会副主席。2020年10月15日，当选中华全国铁路总工会十四届执行委员会主席。2022年7月9日，当选中华全国铁路总工会第十五届执行委员会主席。2023年5月，因退休不再担任中国国家铁路集团有限公司董事、中华全国铁路总工会主席等有关职务，任中国国家铁路集团有限公司主题教育第二巡回指导组组长。